# Padma Lakshmi
Padma Parvati Lakshmi (en tamil: பத்மா பார்வதி லட்சுமி) (Chennai, Tamil Nadu, 1 de septiembre de 1970) es una actriz, modelo y presentadora de televisión india. Desde 2006 presenta el reality de cocina Top Chef, por el que fue nominada al Primetime Emmy en la categoría a la Mejor Presentadora de Realities. En 2010 consiguió ganar el Emmy, en esta ocasión, al Mejor Programa.

## Biografía

### Primeros años
Lakshmi nació en Chennai, India en el seno de una familia Iyengar. Su padre trabajó de ejecutivo para la empresa Pfizer mientras que su madre era una enfermera especializada en la prevención de suicidios. Se crio con sus abuelos en Chennai mientras que en Nueva York estaba al cargo de la madre, ya que sus padres se divorciaron cuando tenía un año de edad. Sin embargo volvieron a casarse y Lakshmi tuvo dos hermanastros (una de ellas hermanastra). Su hermanastra estuvo actuando como actriz y bailarina clásica. En una entrevista concedida a The Guardian, declaró sobre su padre: 

Renunció a su trabajo para encargarse de la carrera su ahijada. Aquello fue como echar sal en la herida. Nunca entendí como mi padre quería mantener una relación con ella y no conmigo.

En 1984 sufrió un accidente de tráfico en Malibú, California, con el resultado de una herida en el brazo derecho que requirió una operación urgente que le dejó una cicatriz de siete pulgadas desde el codo hasta el hombro. El incidente tuvo lugar un domingo por la tarde cuando volvía a su casa desde el templo hindú. Sobre el accidente, recordó un destello naranja y afirmó que se trataba de una de las "visiones más bellas que jamás haya visto". Lakshmi es sobreviviente de violencia sexual y activista a favor de la prevención y apoyo a las víctimas; ella misma reveló haber sufrido abuso sexual a los 7 años por parte de un familiar y una violación a los 16.

### Estudios
Lakshmi se graduó en el instituto de Industry y en 1992 en la Universidad Clark de Worcester,Massachusetts donde obtuvo un certificado con honores en bellas artes.

### Carrera profesional

#### Modelo
Su carrera como modelo comenzó a los 18 años durante un viaje de fin de curso a España cuando un agente de modelos se fijó en ella mientras estaba en un café de Madrid. 

Fui la primera modelo hindú en obtener una carrera en París, Milán y Nueva York, y la primera en reconocer que es algo maravilloso.

 Con el dinero recaudado pudo pagar sus estudios universitarios mientras trabajaba como actriz y modelo.
A lo largo de su trayectoria, ha sido la imagen de varios diseñadores afamados como Emanuel Ungaro, Ralph Lauren y Alberta Ferreti además de aparecer en campañas publicitarias para Roberto Cavalli y Versus. Según palabras del fotógrafo Helmut Newton, es una de sus favoritas y admitió sentirse cautivado por la cicatriz, resultado del accidente que sufrió.
También fue portada en varias revistas como RedBook, Vogue India, FHM, L'Officiel India, Asian Woman, Avenue, Industry Magazine, Marie Claire India, Harper's Bazaar y Newsweek. En mayo de 2009 hizo un desnudo en Allure Magazine.

#### Libros culinarios
En 1999, su libro Easy Exotic, recopilación de recetas internacionales, fue galardonado como el Mejor Libro del año con un Gourmand World Cookbook en Versalles. También fue la presentadora del programa Padma's Passport de la cadena Food Network donde empezó a cocinar platos vegetarianos, aparte de llevar la gastronomía británica por el sur de la India y España a través de un programa especial emitido en Estados Unidos por Food Network y en el mercado internacional por Discovery Channel. En 2007 publicó su segundo recetario: Tangy, Tart, Hot and Sweet.

#### Filmografía y televisión
En 1998 debutó como actriz en la TV movie italiana Il figlio di Sandokan y un año después en Caraibi. En 2001 compartió cartel como actriz secundaria en Glitter junto a Mariah Carey en el papel de Sylk. En 2003 interpretaría a Shila Bardez en Boom y dos años después en Mistress of Spices.
En 1997 presentaría el programa televisivo de mayor audiencia en Italia: Domenica In. En 2002 colaboró en un episodio de Star Trek: Enterprise en el papel de Kaitaama y desde 2004 a 2005 fue la nemesis de Sean Bean en Sharpe. Al año siguiente protagonizó junto a Dougray Scott, Naveen Andrews y Omar Sharif la adaptación televisiva de Los Diez Mandamientos. Desde 2006 presenta el reality Top Chef.
Lakshmi expresó su deseo de trabajar en un futuro en la industria del cine tamil y declaró que le gustaría conocer a Kamal Haasan.
En noviembre de 2021 participó como invitada estrella en el programa de cocina Selena + Chef, presentado por la actriz y cantante Selena Gomez para la cadena HBO Max.

### Activismo
Lakshmi es la embajadora de la Unión Estadounidense por las Libertades Civiles para la inmigración y los derechos de las mujeres. Ha sido una crítica abierta de las cremas para aclarar la piel que se comercializan para personas de color, particularmente en países de mayoría no blanca. También ha hablado sobre el colorismo que ha experimentado mientras vivía en India y Estados Unidos.
Lakshmi fue nombrada Embajadora de Buena Voluntad del Programa de las Naciones Unidas para el Desarrollo el 7 de marzo de 2019. "Mi misión principal como Embajadora de Buena Voluntad del PNUD es destacar el hecho de que la desigualdad puede afectar tanto a las personas de los países ricos como a los pobres. Muchas naciones han reducido considerablemente la pobreza, pero la desigualdad ha resultado más obstinada ", dijo Lakshmi. "La desigualdad se ve agravada por el género, la edad, la etnia y la raza. Afecta especialmente a las mujeres, las minorías y otras personas que enfrentan una discriminación inimaginable en las sociedades en las que viven".

### Vida personal
El 17 de abril de 2004 contrajo matrimonio con el novelista Salman Rushdie, el cual la llevó a una fiesta en 1999 organizada por la periodista y editora Tina Brown. Tres años después la pareja se divorció. No obstantem Rushdie se fijó en ella para crear uno de los personajes importantes de una de sus novelas y la cual fue dedicada a Lakshmi.
Tras años de lucha contra la endometriosis, una afección que causa un daño pélvico y que ha sido asociada con la infertilidad, Lakshmi anuncia el 1 de octubre de 2009 su embarazo. Poco después funda una asociación sin ánimo de lucro llamada The Endometriosis Foundation of America centrada en la investigación de la enfermedad. El 20 de febrero de 2010 daría a luz a su hija Krishna Thea Lakshmi. Aunque en un principio no se dio a conocer la identidad del padre, más tarde se confirmaría la paternidad del accionista Adam Dell. En enero de 2011, este pidió la custodia de su hija, hasta que en marzo del año siguiente llegaron a un acuerdo en los tribunales para obtener la custodia compartida y obtener el permiso de visita además de añadir el apellido Dell a la pequeña.